# Тобоган
Тобоган је направа са пистом за спуштање клизањем, која се користи на дечјим игралиштима или на купалиштима.